# Preci
Preci ist eine italienische Gemeinde mit 698 Einwohnern (Stand 31. Dezember 2023) in der Provinz Perugia in der Region Umbrien und ist seit 2017 Mitglied der Vereinigung I borghi più belli d’Italia (Die schönsten Orte Italiens).

## Geografie

Die Lage von Preci in der Provinz Perugia

Die Gemeinde erstreckt sich über rund 82 km². Die Gemeinde liegt etwa 60 km südöstlich von Perugia im Valle Castoriana (Castorianatal). Die Gemeinde liegt in der klimatischen Einordnung italienischer Gemeinden in der Zone E, 2 394 GR/G. Sie gehört zum Nationalpark Parco Nazionale dei Monti Sibillini und zur Gemeinschaft Cittàslow. Durch das Gemeindegebiet fließt das kleine Flüsschen Campiano.
Die Nachbargemeinden sind Castelsantangelo sul Nera (MC), Cerreto di Spoleto, Norcia und Visso (MC).

### Ortsteile

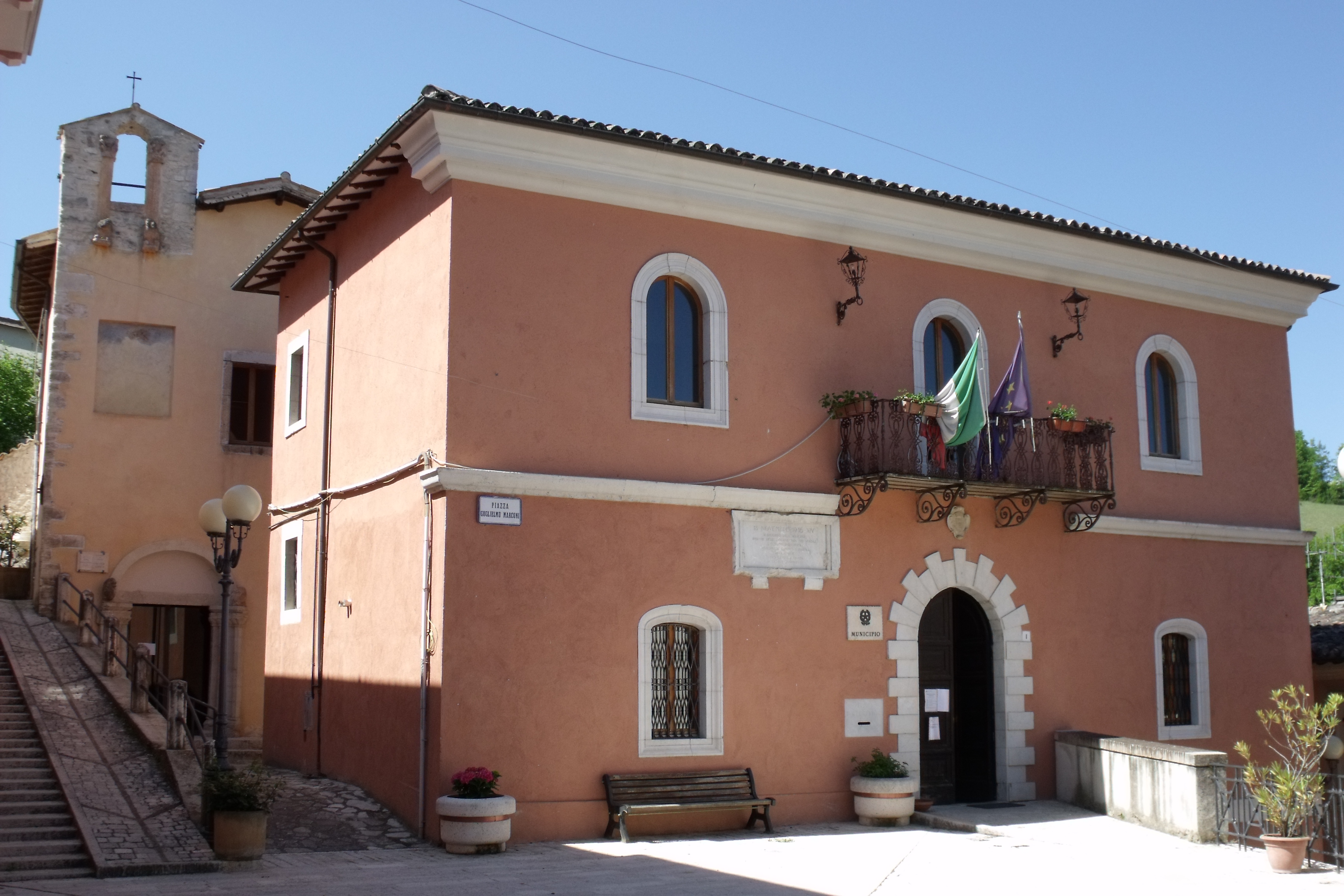
Das Rathaus von Preci, dahinter die Ex-Kirche Chiesa di Santa Caterina

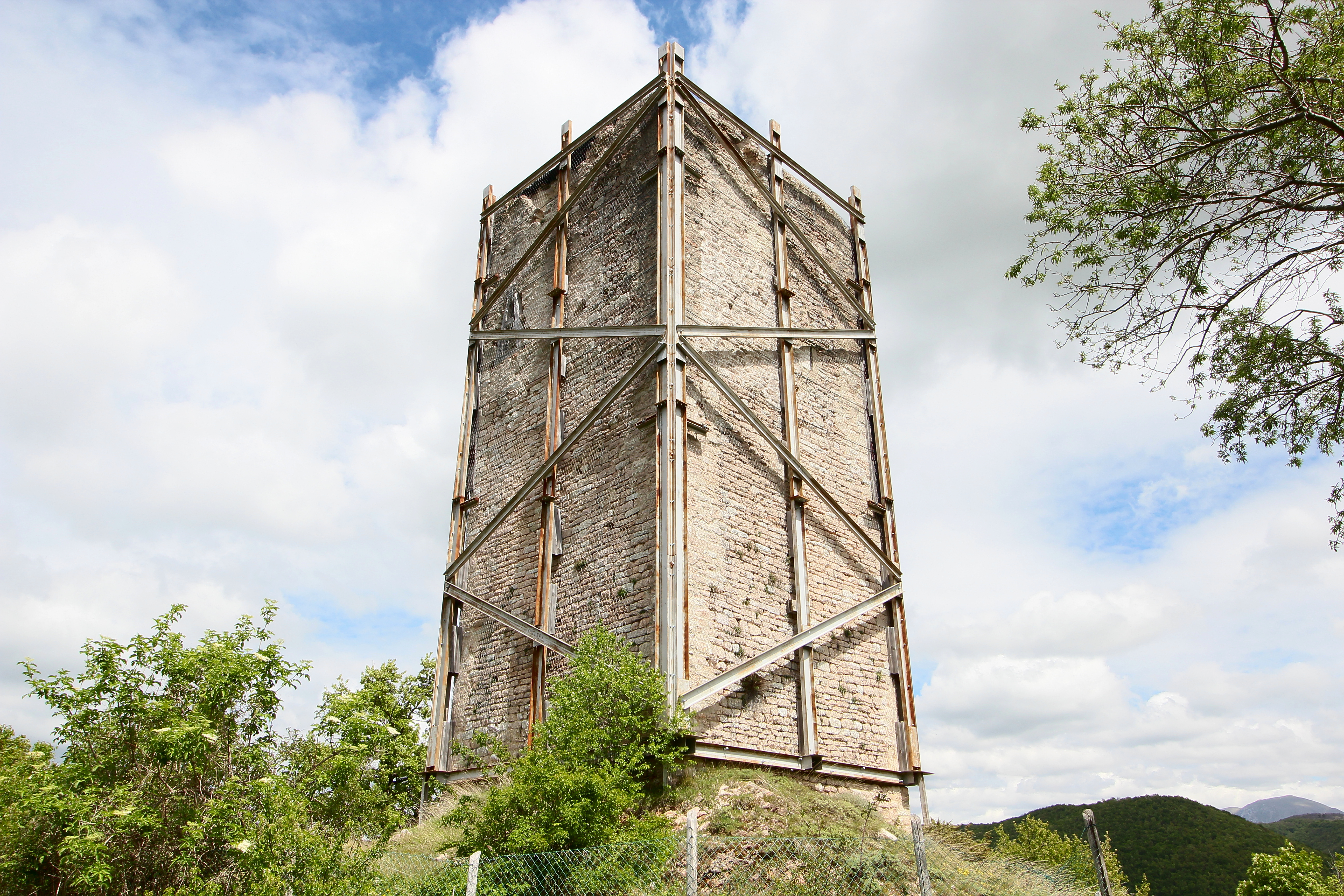
Turm des Castello di Poggio di Croce

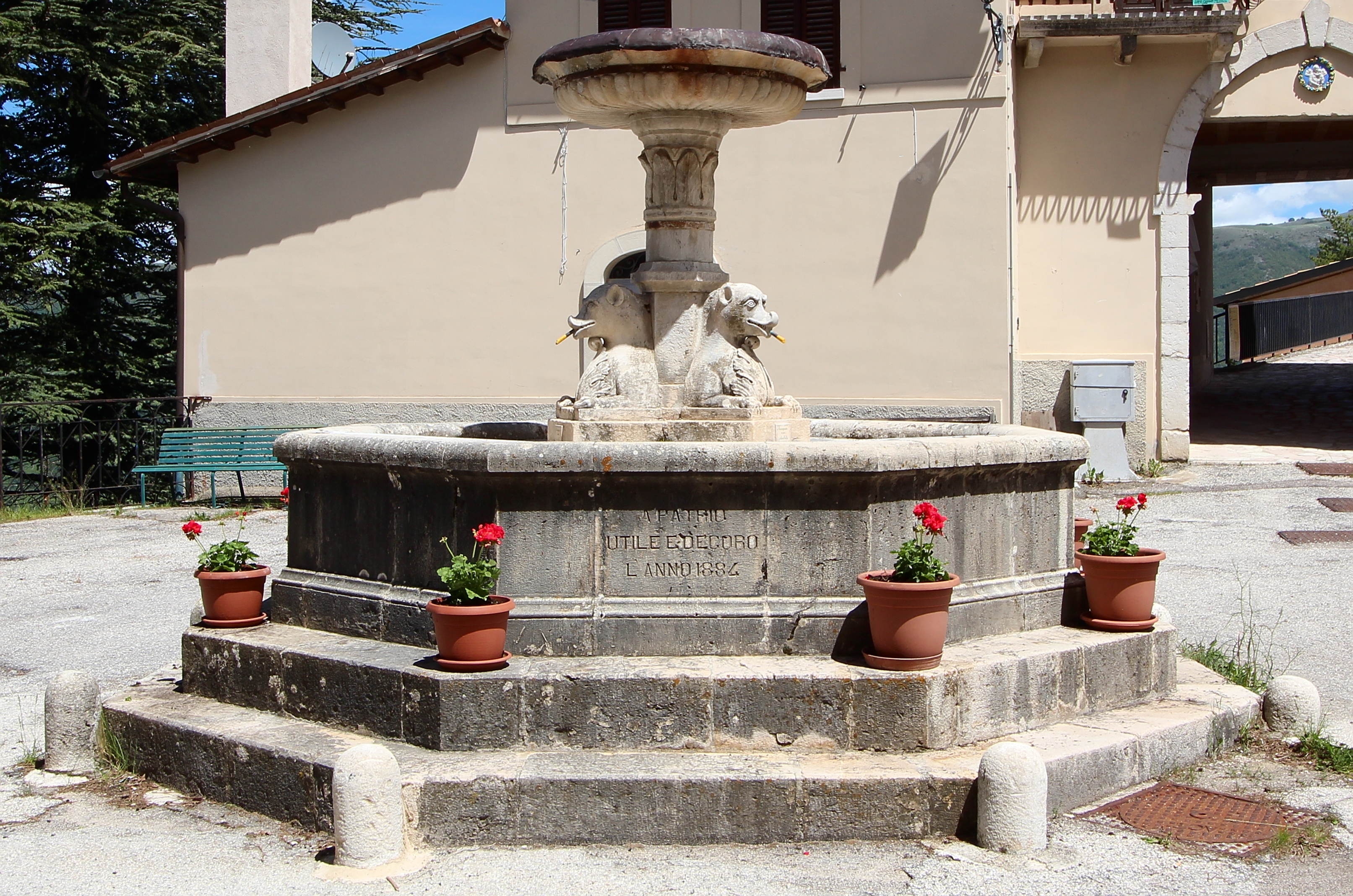
Brunnen Fontana di Piazza Angeloantonio Cesqui in Abeto

Die Ortsteile (Frazioni) sind Abeto, Acquaro, Belforte, Castelvecchio, Collazzoni, Collescille, Corone, Fiano d’Abeto, Montaglioni, Montebufo, Piedivalle, Poggio di Croce, Roccanolfi, Saccovescio, San Vito, Todiano und Valle.
- Abeto, Ortsteil bei 970 m s.l.m. mit ca. 20 Einwohnern. Liegt ca. 8 km südlich von Preci.
- Acquaro, Ortsteil bei 1001 m s.l.m. Seit 1809 Teil der Gemeinde Preci.
- Belforte, Ortsteil bei 617 m s.l.m. mit ca. 30 Einwohnern. Seit 1809 Teil der Gemeinde Preci.
- Collazzoni, Ortsteil bei 686 m s.l.m. mit ca. 30 Einwohnern.
- Castelvecchio, Ortsteil bei 633 m s.l.m. mit ca. 35 Einwohnern.
- Collescille, Ortsteil bei 944 m s.l.m. am Monte Moricone (ca. 1433 m) mit ca. 15 Einwohnern.
- Corone, Ortsteil bei 495 m s.l.m. am Campiano. Hat zusammen mit San Vito ca. 50 Einwohner.
- Fiano d’Abeto, Ortsteil bei 900 m s.l.m. mit ca. 10 Einwohnern.
- Montaglioni, Ortsteil bei 901 m s.l.m. mit ca. 12 Einwohnern. Entstand 1328 als Mons ad Lunam.
- Montebufo, Ortsteil bei 1016 m s.l.m. mit ca. 15 Einwohnern.
- Piedivalle, Ortsteil bei 611 m s.l.m. am Campiano mit ca. 35 Einwohnern.
- Poggio di Croce, Ortsteil bei 938 m s.l.m. mit ca. 10 Einwohnern.
- Roccanolfi, Ortsteil bei 775 m s.l.m. mit ca. 35 Einwohnern im Oblita-Tal.
- Saccovescio, Ortsteil bei 724 m s.l.m. mit ca. 35 Einwohnern im Castoriana-Tal. Seit 1819 Teil der Gemeinde Preci.
- San Vito Ortsteil bei 495 m s.l.m. am Campiano. Hat zusammen mit Corone ca. 50 Einwohner.
- Todiano, Ortsteil bei 879 m s.l.m. mit ca. 35 Einwohnern.
- Valle (dt. Tal), Ortsteil zwischen den Tälern Oblita und Castoriana.

## Geschichte
Erstmals schriftlich erwähnt wurde der Ort 1232 in einem Dokument. Der Ortsname entstammt dem Wort prece (Gebet). In der zweiten Hälfte des 13. Jahrhunderts entstand die Burg im heutigen Ortskern. Ursprünglich gehörte Preci Spoleto an, fiel aber 1276 an Norcia. 1328 wurde der Ort von einem Erdbeben stark beschädigt. Nach einer Rebellion gegen Norcia wurde von diesen die Stadt 1528 zerstört. Fünf Jahre später wurde die Burg mit Erlaubnis von Papst Paul III. unter der Bedingung einer Versöhnung mit Norcia wieder aufgebaut. Nach der napoleonischen Besatzung wurde der Ort 1817 durch Papst Pius VII. zur eigenständigen Gemeinde erklärt. Nach der Einheit Italiens stieg die Bevölkerungszahl von ca. 3050 zu ca. 3550 im Jahr 1921. Danach fiel der Bevölkerungsstand kontinuierlich bis 2001 auf ca. 820 Einwohner. 1997 wurde der Ort von einem weiteren Erdbeben heimgesucht, bei dem die Altstadt schwere Schäden erlitt.

## Sehenswürdigkeiten

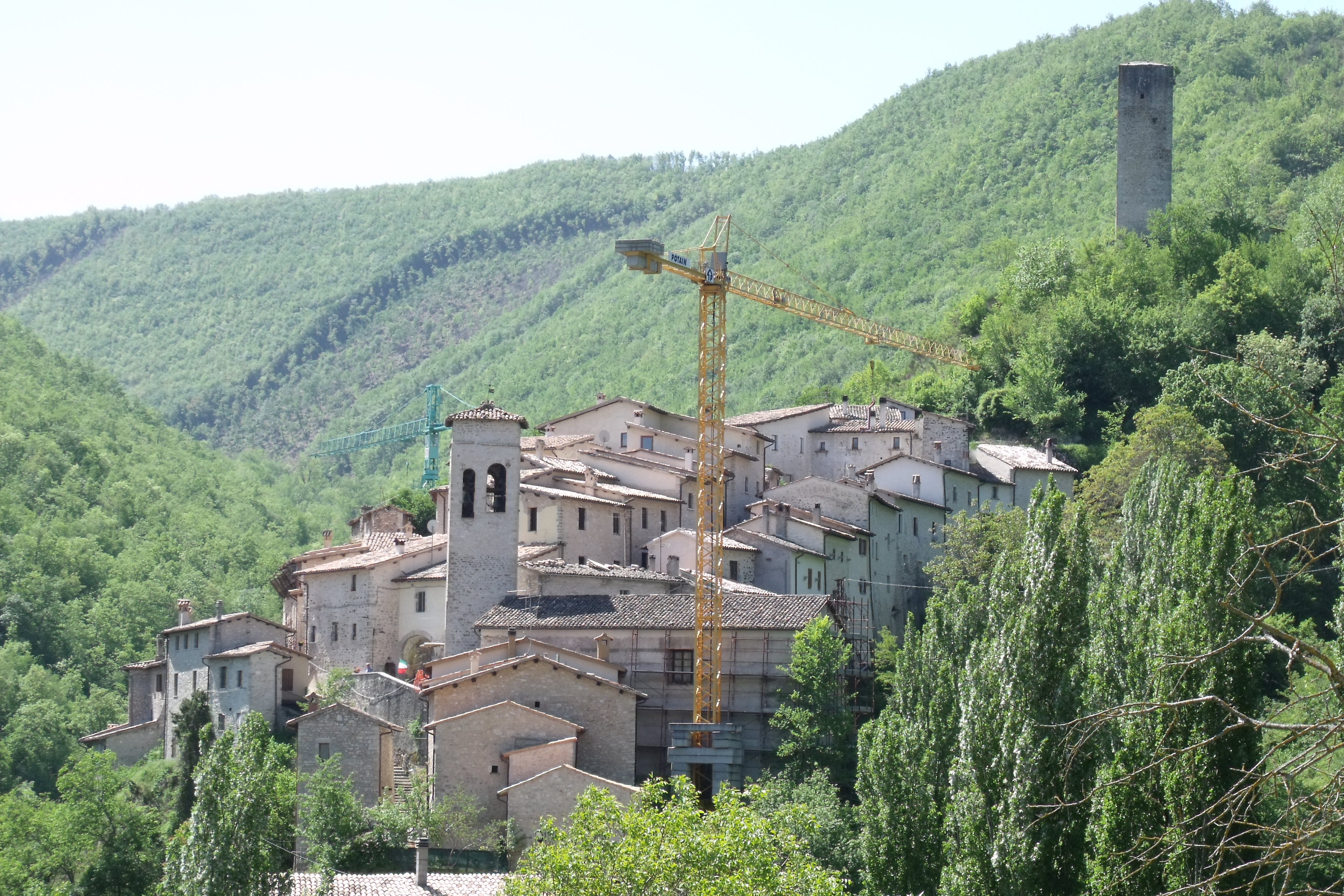
Der Ortsteil Roccanolfi mit dem Castello di Roccanolfi

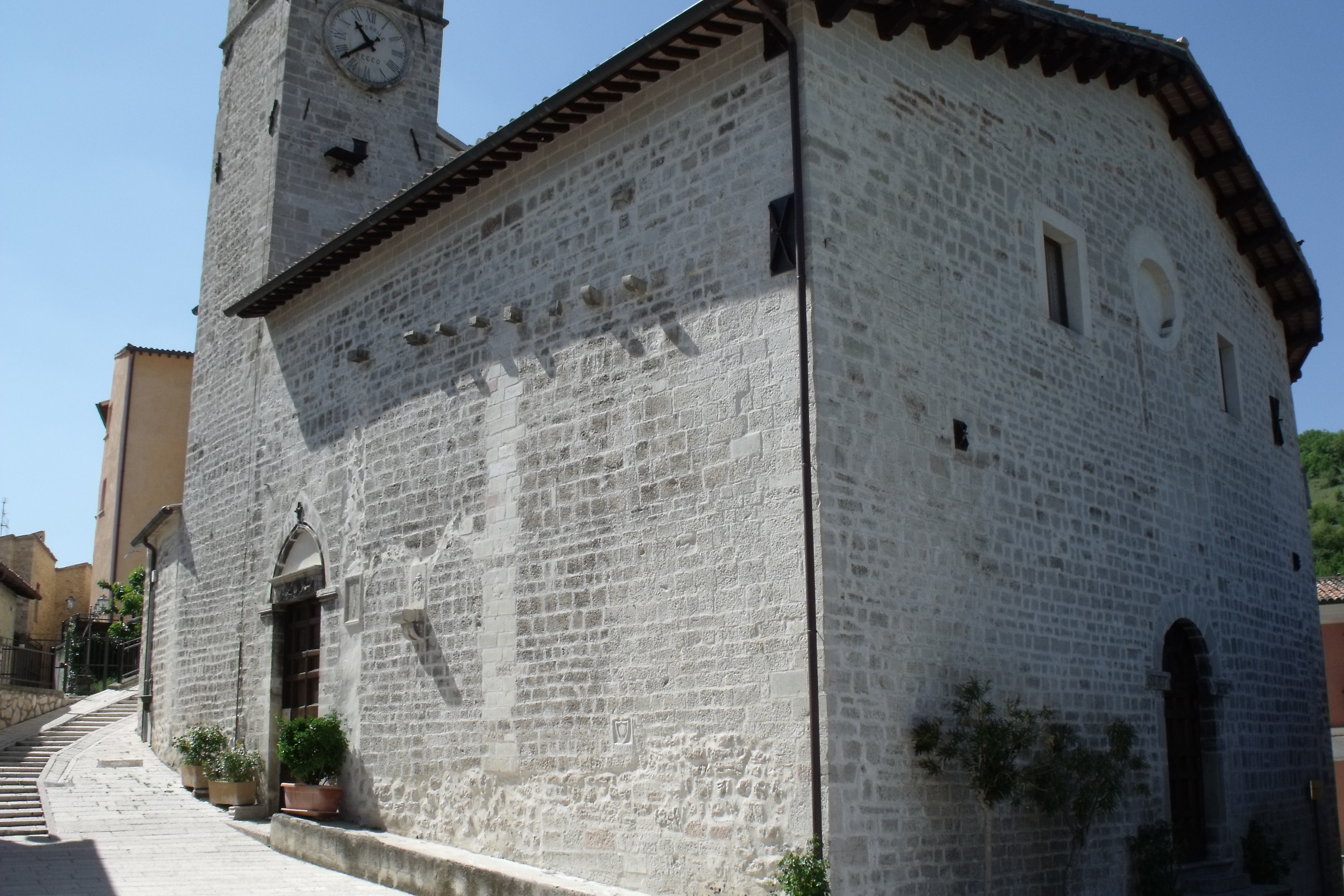
Die Kirche und Pieve Chiesa di Santa Maria della Pietà im Hauptort

- Abbazia di Sant’Eutizio, Abtei aus dem 5. Jahrhundert nahe dem Ortsteil Piedivalle an den Bergen Monte Moricone und Macchialunga, die von aramäischen Mönchen und Eremiten gegründet wurde. Hier entstand die Grundlage der heutigen Chirurgieschule[6]. Die Kirche enthält den Grabdenkmal des Heiligen Eustizio des Bildhauers Rocco Bregno aus Claino con Osteno[7] und Werke von Giovanni Battista Crescenzi (Sant’Antonio Abate, 1596 entstanden).
- Cappella della Madonna della Porta, Kapelle aus dem Jahr 1511 im Ortsteil Todiano.
- Castello di Roccanolfi, Burg aus dem 12. Jahrhundert im Ortsteil Roccanolfi.
- Castello di Todiano, Burg aus dem 13. Jahrhundert im Ortsteil Todiano.
- Chiesa di Sant’Antonio Abate, Kirche aus dem 16. Jahrhundert im Ortsteil Corone.
- Chiesa di Antonio da Padova, Kirche aus dem 15. Jahrhundert im Ortsteil Roccanolfi.
- Chiesa di San Bartolomeo, Kirche aus dem 16. Jahrhundert im Ortsteil Todiano. Enthält die Werke Madonna con i Ss. Montano e Bartolomeo von Filippino Lippi sowie Crocifisso tra due angeli, con la Maddalena, San Bartolomeo e San Giovanni Battista (Öl auf Leinwand,  223 cm × 175 cm, 1623 entstanden) von Francesco Furini[8].
- Chiesa di Santa Caterina, ehemalige Kirche im Hauptort, beherbergt heute das Museum Museo e Centro di Documentazione della Chirurgia Preciana (Chirurgiemuseum)[9].
- Chiesa di Sant’Egidio, Kirche aus dem 15. Jahrhundert im Ortsteil Poggio di Croce. Enthält das Werk L’Annunciazione von Giovanni del Biondo (* in Pratovecchio im 14. Jahrhundert, ca. 1356–1399).
- Chiesa di San Fiorenzo, Kirche aus dem 13. Jahrhundert im Ortsteil Valle.
- Chiesa di San Giovanni Battista, Kirche aus dem 15. Jahrhundert im Ortsteil Castelvecchio.
- Chiesa di San Giovanni Battista, Kirche aus dem 16. Jahrhundert im Ortsteil Piedivalle.
- Chiesa parrocchiale di San Leonardo di Limoges, Kirche aus dem 16. Jahrhundert im Ortsteil Montebufo.
- Chiesa di San Macario, Kirche aus dem 16. Jahrhundert im Ortsteil Valle.
- Chiesa della Madonna della Cona, auch Madonna dell’Icona genannt, kirche aus dem 16. Jahrhundert im Ortsteil Montaglioni.
- Chiesa della Madonna della Peschiera, Kirche nahe dem Hauptort, wahrscheinlich 1243 entstanden und im 16. Jahrhundert umgestaltet.
- Chiesa di Santa Maria, Kirche aus dem 15. Jahrhundert im Ortsteil Montaglioni.
- Chiesa di Santa Maria del Carmine, Kirche aus dem 17. Jahrhundert im Ortsteil Acquaro nahe dem Berg Monte Lungo (1252 m).
- Chiesa di Santa Maria della Pietà, Pieve im Hauptort, die im 13. Jahrhundert durch die Mönche von Sant’Eutizio entstand.
- Chiesa di Santa Maria del Rosario, Kirche aus dem 16. Jahrhundert im Ortsteil Acquaro.
- Chiesa di San Michele Arcangelo, auch einfach San Angelo genannt, Kirche im Ortsteil Fiano d’Abato aus dem 16. Jahrhundert, entstand über einem älteren Römertempel, der dem Jupiter geweiht war.
- Chiesa di San Montano, Kirche aus dem 14. Jahrhundert im Ortsteil Todiano.
- Chiesa del Santo Spes, Kirche aus dem Jahr 1350 im Ortsteil Saccovescio.

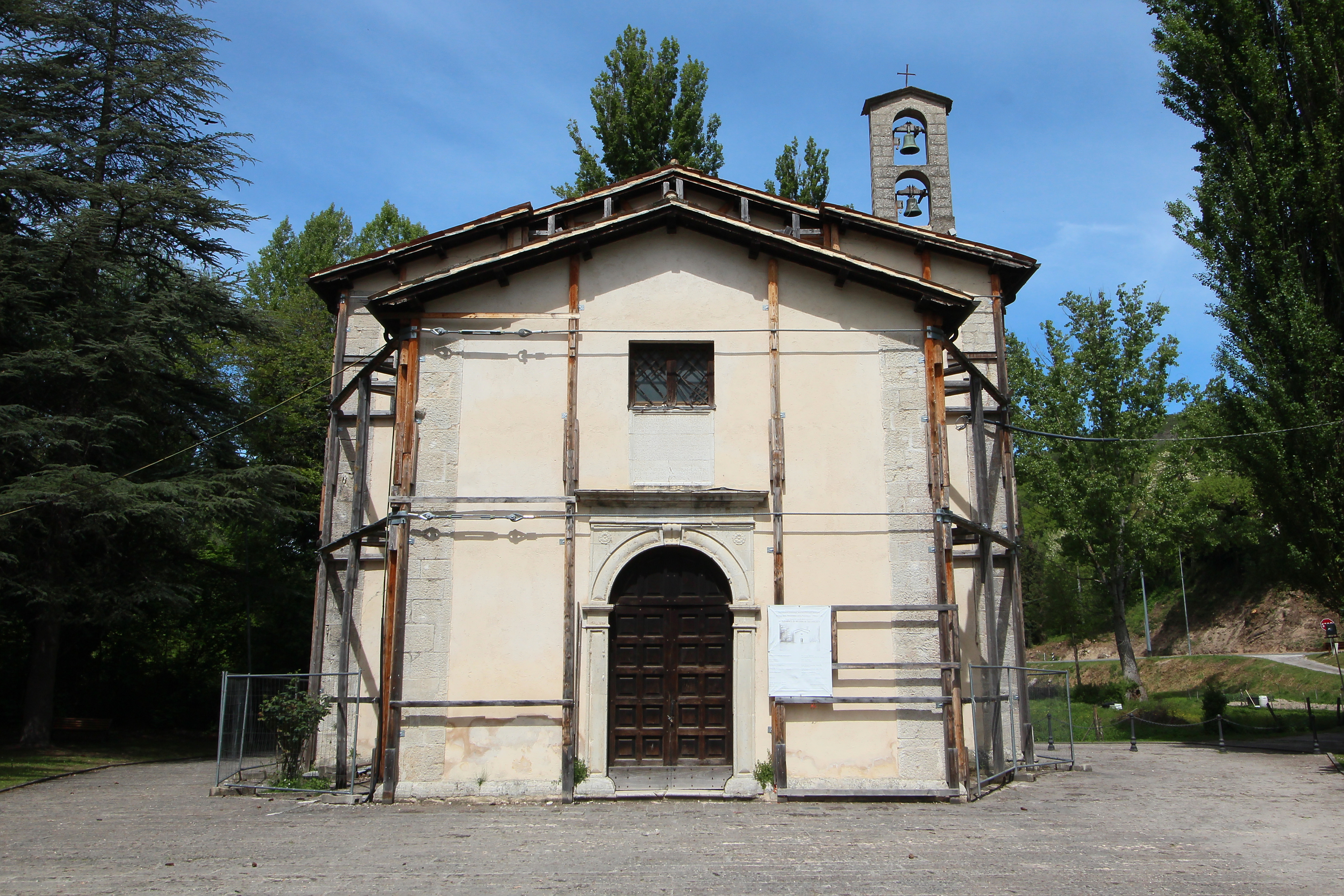
Madonna della Peschiera, Borgo di Preci
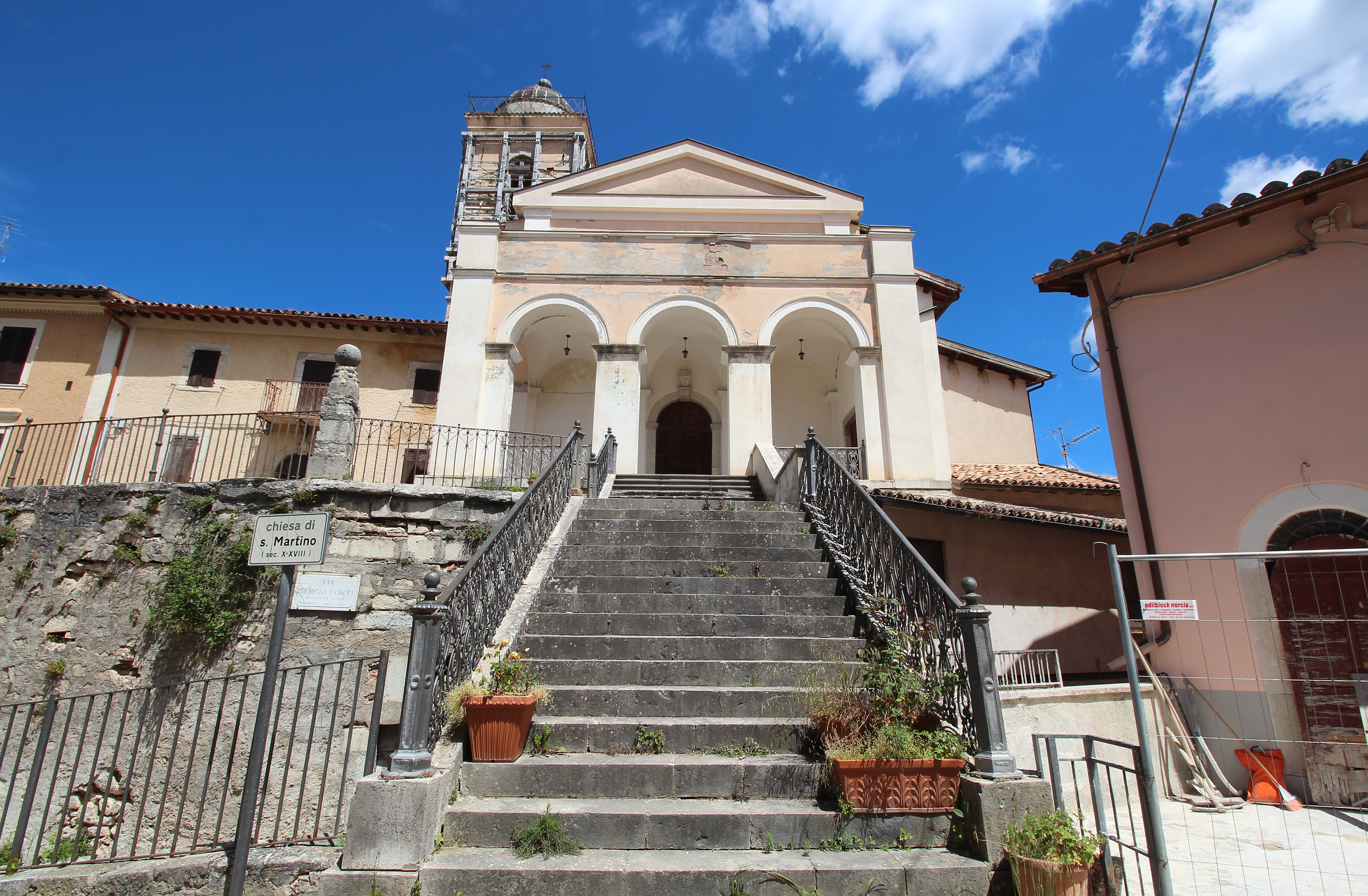
San Martino, Abeto
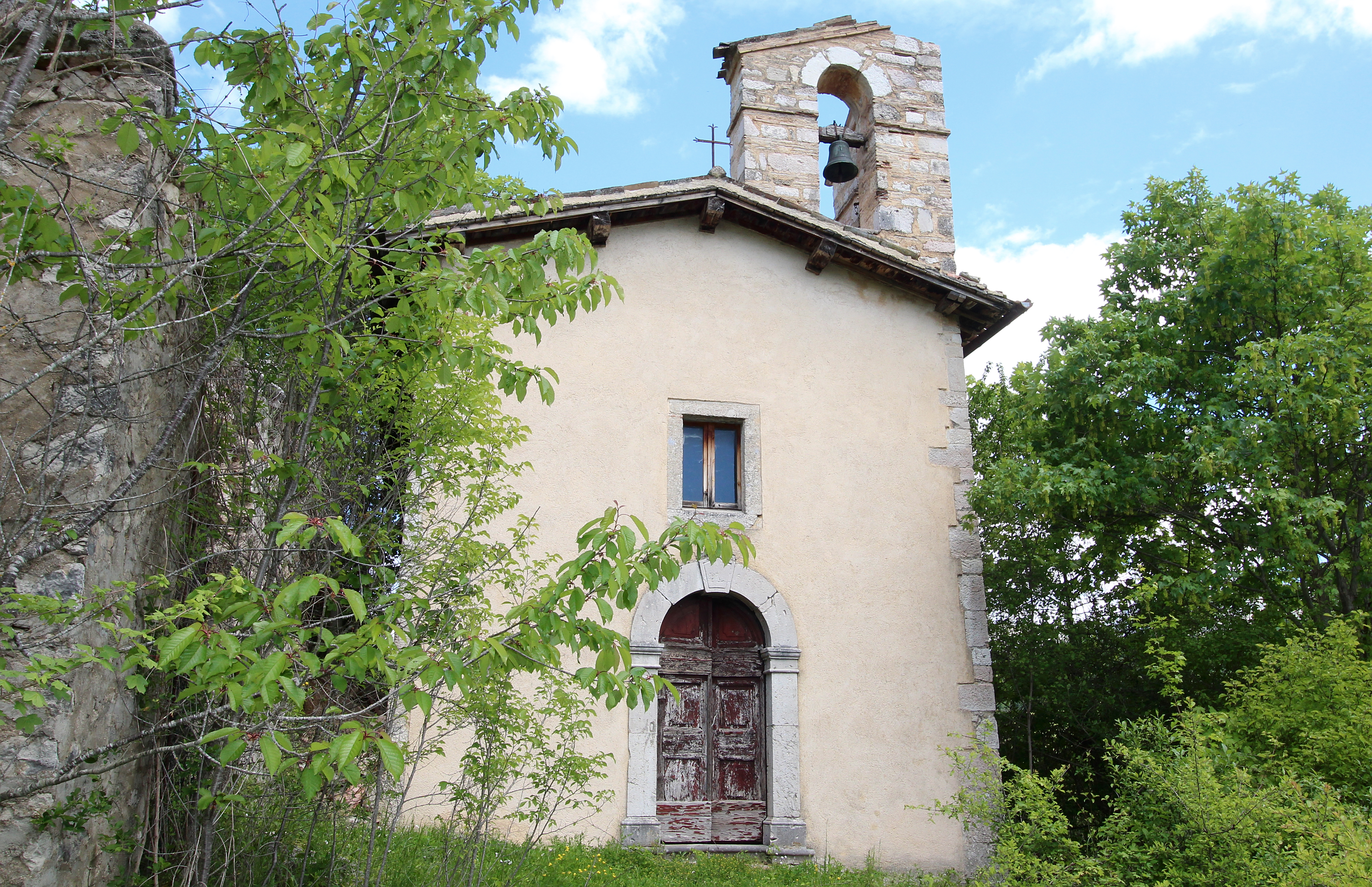
San Michele Arcangelo, Fiano di Abeto
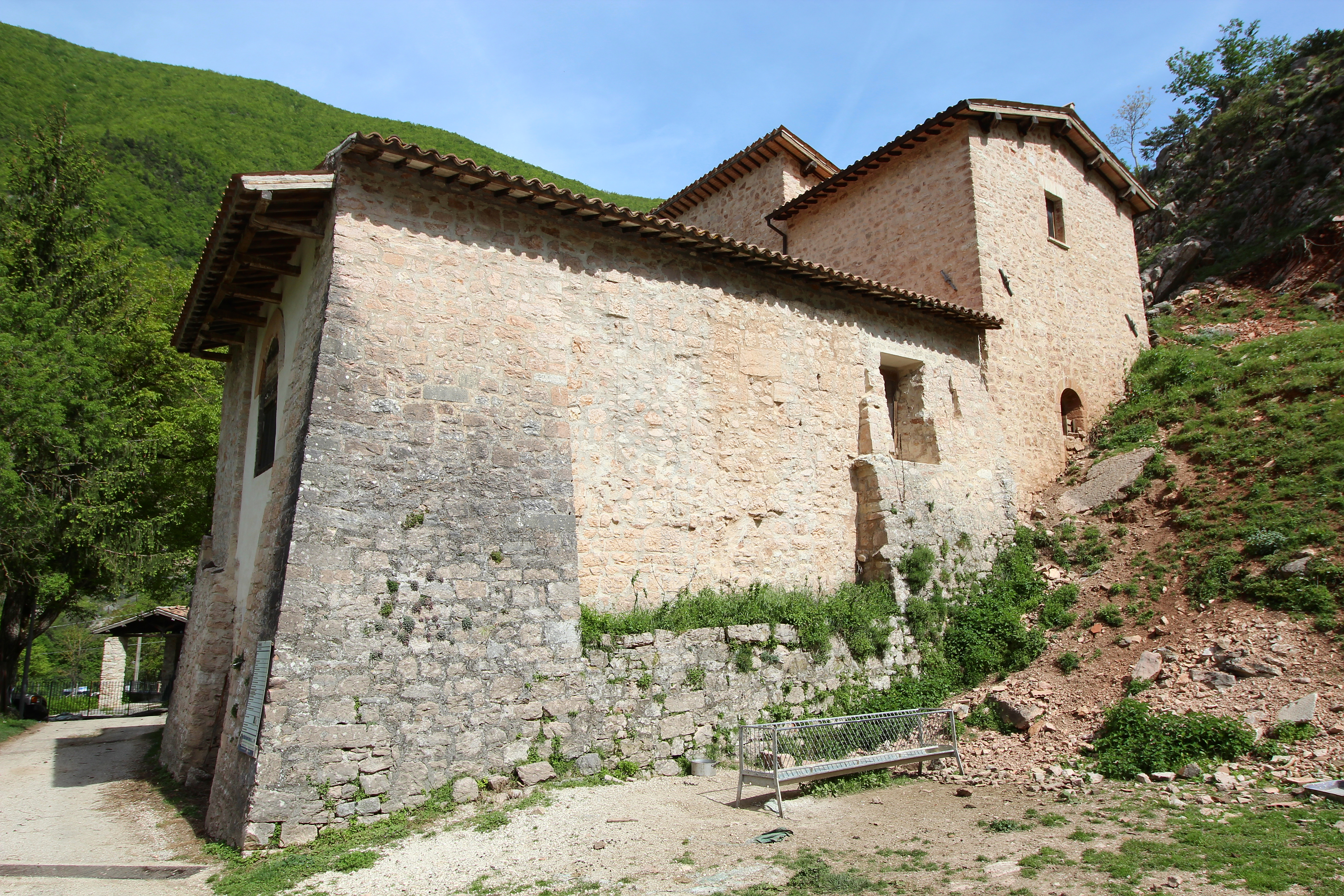
San Lazzaro in Valloncello, Belforte

## Persönlichkeiten
- Giuseppe Accoramboni (1672–1747), Geistlicher und Kardinalbischof von Frascati
- Durante Scacchi[10] (1540–1620), Arzt und Chirurg, zentraler Vertreter der Scuola chirurgica preciana, Verfasser des Standardwerks Subsidium medicinae (Urbino, 1596)